# Здравко Кривокапич
Здравко Крівокапич (серб. кир.: Здравко Кривокапић; нар. 2 вересня 1958) — чорногорський професор машинобудування, письменник і політик, прем'єр-міністр Чорногорії з 4 грудня 2020 до 28 квітня 2022 року. 4 лютого 2022 року парламент Чорногорії виніс вотум недовіри уряду Кривокапича, який виконував обов'язки до складання присяги новим урядом Дрітана Абазовича.
Він є професором університетів Чорногорії та Східного Сараєво, а також одним із засновників неурядової організації «Ми не дамо Чорногорію», організації, заснованої чорногорськими професорами та інтелектуалами на підтримку Сербська православна церква в Чорногорії після суперечливого закону про релігію, який націлений на правовий статус та майно Сербської православної церкви.
Його політичні погляди та публічні виступи зазвичай визначаються як помірковані праві, антикорупційні, християнські демократичні, проєвропейські та економічно ліберальні, а також процерковні, просербські та культурно-консервативні.